# Alejandro Patronelli
Alejandro Patronelli (Las Flores, 22 maggio 1978) è un pilota motociclistico argentino, specializzato nei rally raid alla guida dei quad.
Ha vinto due edizioni del Rally Dakar (2011 e 2012). È il fratello di Marcos Patronelli, anche lui vincitore del rally nella stessa categoria.

## Biografia
Esordisce al Rally Dakar nel 2010 con un secondo posto alle spalle del fratello Marcos, e vince l'anno successivo, anche a causa del ritiro del fratello.

## Palmarès
2010
- al Rally Dakar su Yamaha - Quad

2011
- al Rally Dakar su Yamaha - Quad

2012
- al Rally Dakar su Yamaha - Quad